# نهر موكيرفارت
نهر موكيرفارت وتسمى أيضًا قناة موكيرفارت هي قناة تربط نهر تشي ساداني في تانقيرانغ ونهر أنكي في جاكرتا. شيدت هذه القناة في الفترة من عام 1678 إلى عام 1689، وهي قناة بعرض 25-30 مترًا واحدة من أهم قنوات التحكم في مياه الفيضان في جاكرتا.

## التاريخ
تم بناء قناة موكيرفارت في الأصل في الفترة من 1678 إلى 1689 لسحب ثلث تدفق المياه من نهر سيسادان، والربط مع قنوات مدينة باتافيا للسيطرة على الفيضان. في عام 1732 أمر الحاكم العام ديديريك دورفن بحفر قناة أعمق لجلب المزيد من المياه إلى المدينة، ولكن هذا سيخلق برك راكدة تسببت في مرض فتاك مثل الملاريا مما يزيد من الوفيات. علاوة على ذلك تتضخم القناة أيضًا أثناء موسم الأمطار، لذا تم بناء قفل في الطرف العلوي من النهر في عام 1770. ومع ذلك فإن موكيرفارت لا تزال توفر معظم المياه لباتافيا في القرن الثامن عشر.

## الهيدرولوجيا
يبلغ طول نهر موكيرفارت 13 كم (8.1 ميل)، وتبلغ مساحة مستجمعات المياه 67 كم مربع. يبلغ متوسط هطول الأمطار يوميًا 132 ملم، مع بلوغ ذروة السعة 125 مترًا مكعبًا.

## الجغرافيا
يتدفق النهر في المنطقة الشمالية الغربية من جاوة مع مناخ الغابات المطيرة الاستوائية في الغالب (المعينة باسم إيه إف في تصنيف مناخ كوبن - جيجر). متوسط درجة الحرارة السنوي في المنطقة هو 27 درجة مئوية. أكثر شهور دفئًا هو شهر مارس، عندما يكون متوسط درجة الحرارة حوالي 30 درجة مئوية، وأكثر الشهور برودة هو شهر مايو عند 26 درجة مئوية. يبلغ متوسط هطول الأمطار السنوي 3674 ملم. الشهر الأكثر جفافًا هو شهر ديسمبر بمعدل قدره 456 ملم من الأمطار، وأكثر الشهور جفافًا هو شهر سبتمبر مع 87 ملم من الأمطار.